# Fritz Petzholdt
Pour les articles homonymes, voir Petzholdt.
Fritz Petzholdt, nom d'artiste de Ernst Christian Petzholdt, né le 1er janvier 1805 à Copenhague (Danemark) et mort le 29 août 1838 à Patras (Grèce), est un peintre paysagiste danois de l'école de Copenhague, également connue sous le nom de l'âge d'or de la peinture danoise.

## Biographie
Fritz Petzholdt se forme à L'Académie royale des beaux-arts de Copenhague ; il séjourne en Allemagne et  passe la majeure partie de sa vie artistique en Italie, où il peint des paysages raffinés dans une palette de couleurs claires. Il meurt prématurément en Grèce, à Patras, , probablement par suicide. Il est l'élève de Christoffer Wilhelm Eckersberg.

## Galerie

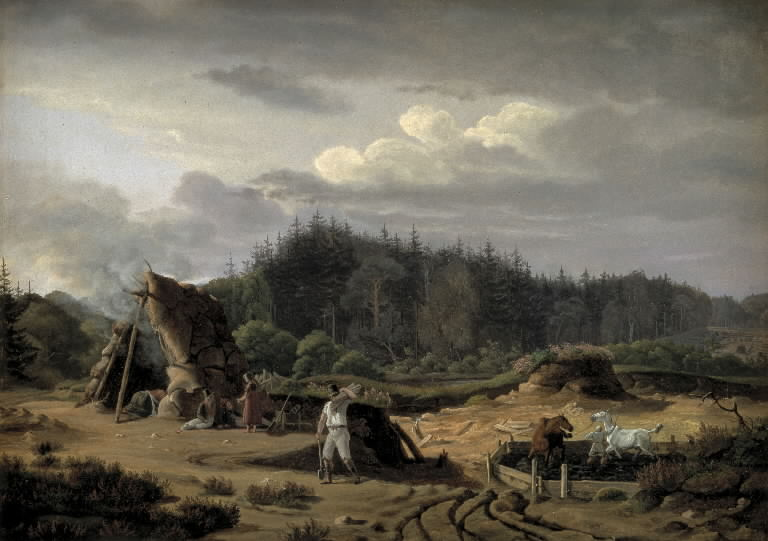
Tourbière aux coupeurs de tourbe près de Høsterkøb (1828), huile sur toile, Statens Museum for Kunst, Copenhague
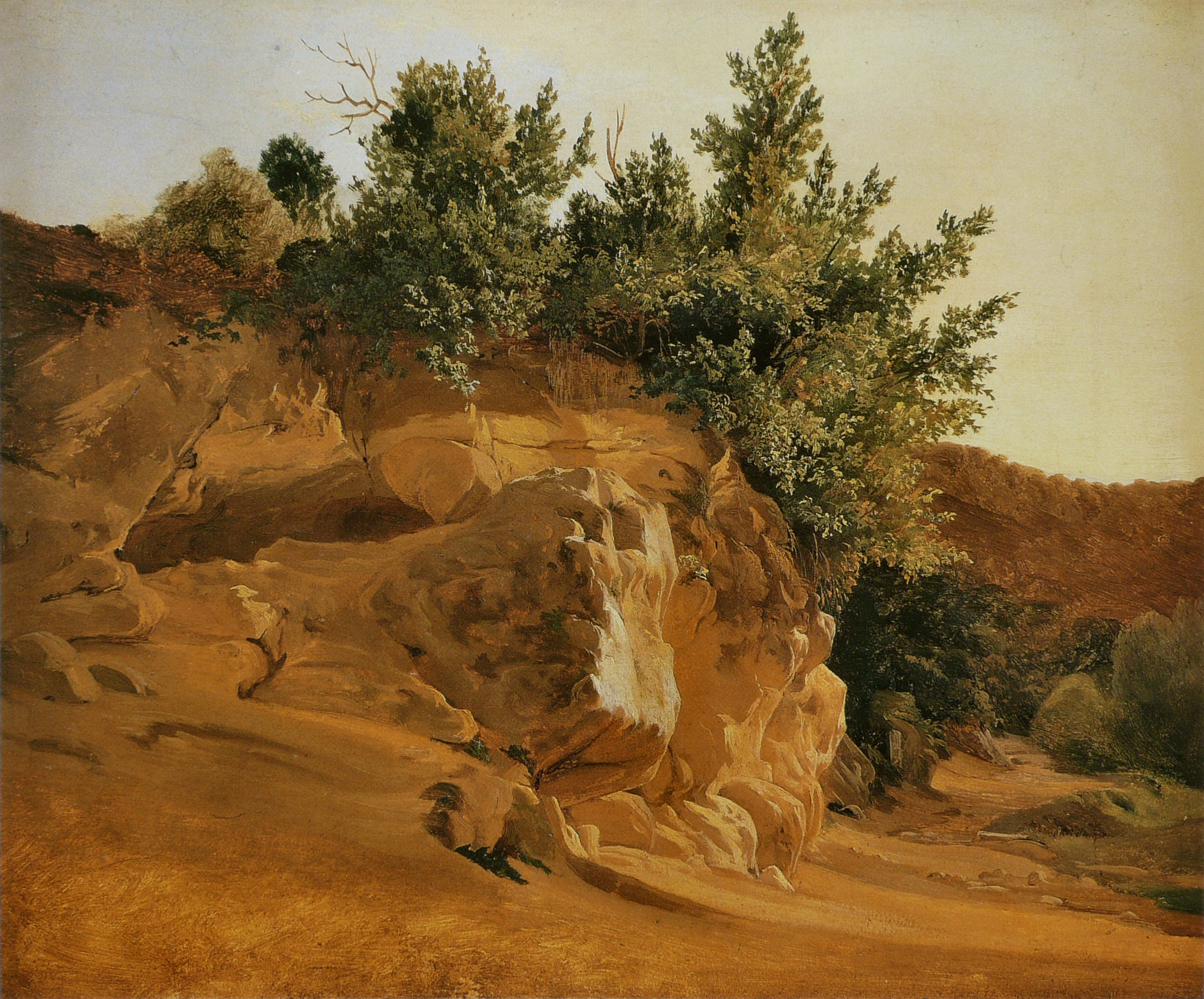
Paysage de montagne italien avec des falaises envahies par la végétation[2] (entre 1830 et 1836), huile sur papier, Statens Museum for Kunst, Copenhague
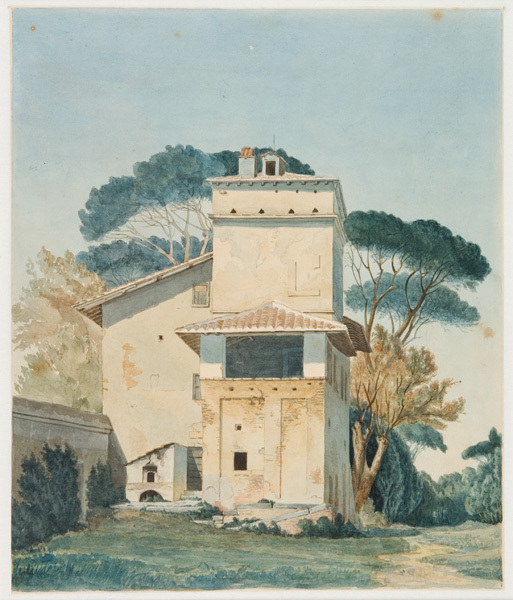
L'Atelier de Raffael dans les jardins de la Villa Borghèse à Rome (entre 1805 et 1838), aquarelle, Statens Museum for Kunst, Copenhague
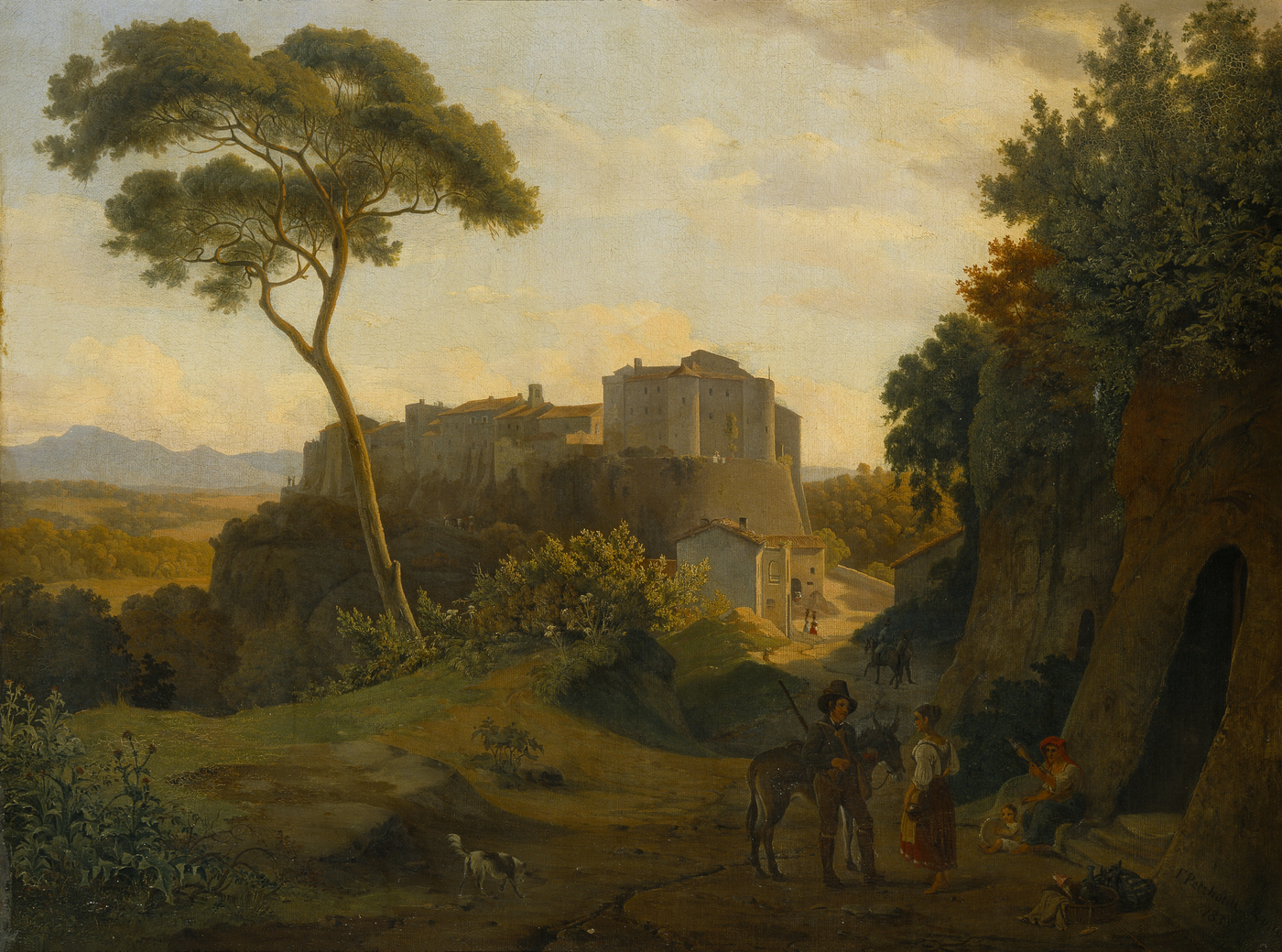
Paysage dans l'ancienne Véies, 1835, huile sur toile, musée Thorvaldsen, Copenhague

## Œuvres
- Arbres à Charlottenlund, 1827, huile sur toile, 57 x 46 cm, musée du Louvre, Paris.

## Voir également
- Liste de peintres danois